# Comuna Mereni, Teleorman
Mereni este o comună în județul Teleorman, Muntenia, România, formată din satele Merenii de Jos (reședința), Merenii de Sus și Ștefeni.

## Istorie
La sfârșitul secolului al XIX-lea, pe teritoriul actual al comunei existau comunele Merenii de Jos și Merenii de Sus. Comuna Merenii de Jos făcea parte din plasa Glavaciocul al județului Vlașca și era alcătuită din satele Mereni de Jos, Ștefeni și Ciuani, cu o populație de 1872 de locuitori. În comună existau două școli, una de fete și de băieți. Cea de fete era frecventată de 38 de fete și cea de băieți era frecventată de 39 de băieți și o biserică. În aceiași plasă funcționa și comuna Merenii de Sus alcătuită doar din satul Merenii de Sus cu o populație de 1222 de locuitori. În comună exista o școală mixtă cu 21 de copii și o biserică.
Anuarul Socec din 1925 consemnează comunele în plasa Câlniștea a aceluiași județ, cu o populație de 3112 de locuitori (la comuna Merenii de Jos), și 1780 de locuitori (la comuna Merenii de Sus).
În anul 1968, comuna a fost transferată la județul Teleorman, satul Ciuani fiind desființat și alipit satului Merenii de Jos. Comuna a căpătat ulterior numele simplu de Mereni cu reședința în satul Merenii de Jos.

## Demografie
Componența etnică a comunei Mereni
     Români (86,73%)
     Romi (7,3%)
     Alte etnii (0%)
     Necunoscută (5,97%)
Componența confesională a comunei Mereni
     Ortodocși (91,86%)
     Alte religii (0%)
     Necunoscută (8,14%)
Conform recensământului efectuat în 2021, populația comunei Mereni se ridică la 2.630 de locuitori, în scădere față de recensământul anterior din 2011, când fuseseră înregistrați 3.084 de locuitori. Majoritatea locuitorilor sunt români (86,73%), cu o minoritate de romi (7,3%), iar pentru 5,97% nu se cunoaște apartenența etnică. Din punct de vedere confesional, majoritatea locuitorilor sunt ortodocși (91,86%), iar pentru 8,14% nu se cunoaște apartenența confesională.

## Politică și administrație
Comuna Mereni este administrată de un primar și un consiliu local compus din 11 consilieri. Primarul, Sergiu Stoenescu[*], de la Partidul Național Liberal, este în funcție din 2004. Începând cu alegerile locale din 2024, consiliul local are următoarea componență pe partide politice:
|  | Partid                          | Consilieri | Componența Consiliului | Componența Consiliului | Componența Consiliului | Componența Consiliului | Componența Consiliului | Componența Consiliului | Componența Consiliului | Componența Consiliului | Componența Consiliului |
|  | ------------------------------- | ---------- | ---------------------- | ---------------------- | ---------------------- | ---------------------- | ---------------------- | ---------------------- | ---------------------- | ---------------------- | ---------------------- |
|  | Partidul Național Liberal       | 9          |                        |                        |                        |                        |                        |                        |                        |                        |                        |
|  | Partidul Social Democrat        | 1          |                        |                        |                        |                        |                        |                        |                        |                        |                        |
|  | Alianța pentru Unirea Românilor | 1          |                        |                        |                        |                        |                        |                        |                        |                        |                        |